# Bäckpåskrislav
Bäckpåskrislav (Stereocaulon rivulorum) är en lavart som beskrevs av H.Magn.. Bäckpåskrislav ingår i släktet Stereocaulon, och familjen Stereocaulaceae. Arten är reproducerande i Sverige.